# Nikodemus Ihly
Nikodemus Ihly (* 8. Februar 1882 in Karlsruhe, Ukraine, Russisches Kaiserreich; † nach 1934 in der Sowjetunion) war ein deutsch-russischer römisch-katholischer Geistlicher und Märtyrer.

## Leben
Johannes Hoffmann stammte aus einer schwarzmeerdeutschen Familie im Bistum Tiraspol. Er studierte Theologie am Priesterseminar Saratow und wurde am 8. September 1910 zum Priester geweiht. Die Stationen seines seelsorglichen Wirkens waren Mariental, Hölzel/Kotschetnoje (1911–1919), Rastadt (1921–1924), Heidelberg (ab 1928). Am 16. Dezember 1933 wurde er festgenommen und 1934 zu 3 Jahren Verbannung verurteilt. Seitdem ist er verschollen.

## Gedenken
Die Römisch-katholische Kirche in Deutschland nahm Pfarrer Nikodemus Ihly als Märtyrer in das deutsche Martyrologium des 20. Jahrhunderts auf.